# 稲村の変
稲村の変（いなむらのへん）/天文の内訌（てんぶんのないこう）は、戦国時代の天文2年（1533年）から翌3年（1534年）にかけて、安房里見氏で発生した内紛。稲村の変という名称は稲村城で発生した里見実堯殺害が発端だったことに由来する。だが、近年の里見氏研究によって、これまでの伝承と史実が全く正反対であることが明らかになった。

## 伝承
里見義豊が叔父・里見実堯を殺して家督を奪ったため、実堯の子・里見義堯が仇討の兵を起こして、義豊を討ったとする。
永正15年（1518年）、里見義通が危篤となったとき嫡男・義豊はまだ5歳であった。そこで、義通の弟である実堯が義豊15歳になるまで陣代（後見人）として家督を預かる事になった。そこで実堯は稲村城に入って、義豊は支城の宮本城へ、実堯の子・義堯は上総金谷城に入った。ところが、義豊が15歳になっても、実堯は北条氏綱の上総へ侵攻を理由に家督移譲を延期していた。また、三浦氏嫡流の末裔である新参の正木通綱が筆頭重臣に抜擢された事に義豊側近らが激しく嫉妬していた。
義豊が二十歳になった天文2年になってようやく北条氏の侵攻が収まったため、実堯は義豊への家督移譲を決意した。だが、それとは入れ違いに宮本城では義豊の側近たちが「実堯は正木通綱とともに息子・義堯を次期当主にすえようと企んでいる」という讒言を行い、これを聞いた義豊が激怒して、天文2年7月27日の夜に稲村城を襲って実堯とこれを補佐する正木通綱を殺害したのである。
上総にいた義堯は正木通綱の子である正木時茂・時忠兄弟と連絡を取って敵討ちを図ろうとした。義豊軍は正木氏の居城・安房山之城を攻撃したものの失敗に終わった。一方、義堯は仇敵である北条氏綱に同盟を依頼した。
翌年、義堯は北条氏綱らの援軍を受けて全軍を率いて上総を出発した。義堯は出発前、密かに義堯が全軍で迂回して安房にいる義豊のいる稲村城を直接奇襲するつもりであるとの噂を流した。これを信じた義豊が先手を打つべく上総に向かって兵を北上させたところ、犬掛（現在の千葉県南房総市）で義堯軍の待ち伏せにあった。突然の奇襲に混乱に陥った義豊軍は潰走し、勢いに乗じた義堯軍は義豊が籠城を図ろうとした稲村城内にまで突入した。このため、稲村城を支える事も出来なくなった義豊は稲村城を脱出したものの進退窮まって自害して果てた。
こうして父の仇を討った里見義堯が非道な義豊に代わって里見氏の家督を継ぐことになったのである。

## 史実
ところが、近年の当時の古文書に基づく里見氏研究の展開に従って、滝川恒昭による以下の見解が有力視されるようになった。
里見義豊が当主の座を脅かそうとする叔父・実堯を誅殺したところ、実堯の子・義堯が仇討と称して謀反の兵を起こし、義豊を殺害して家督を奪う。
永正15年（1518年）、里見義通が危篤となったとき嫡男・義豊は既に元服していて父の代理を務めていた。そこで、義豊は家督を継いで稲村城に入り、叔父の実堯とその子・義堯は上総金谷城に入った。ところが、北条氏綱は上総へ侵攻の最大の障害である義豊を牽制・排除をするために実堯や水軍を掌握するその側近の正木通綱に接近する姿勢を示した。
この動きを見た義豊や正木水軍の台頭に危機感を抱く譜代の重臣らは小弓公方足利義明の了承の元、天文2年7月27日の夜、実堯と通綱を稲村城に呼んで誅殺したのである。
その後、義豊は直ちに金谷城の義堯を攻撃したが、義堯は正木時茂・時忠兄弟とともに百首城に籠城して盟友である北条氏綱に援助を求めた。8月に里見（義豊）水軍と北条為昌が派遣した北条水軍が保田妙本寺付近にて衝突、ついで里見水軍は三浦半島を攻撃して北条氏と義堯との連絡を断とうとしたものの、いずれも失敗した。北条軍の援助を受けた義堯は反撃を加えたために9月には安房国内で稲村城に次ぐ要地である滝田城が陥落して、安房国から追われた義豊は一時的に上総の真里谷信清の元へ逃走した。義豊は当時真里谷氏領であった久留里城の支城である大戸城（現在の君津市）を拠点に再起を図った。翌天文3年4月6日、安房に再び入った義豊は犬掛の戦いで大敗を喫し、戦死したとも自害したとも言われている。
こうして、里見氏の家督を得た義堯は、その年の7月1日に真里谷信清が（義豊救援失敗による）足利義明の勘気を受けたまま病死すると、一転して義明の意向を受けて真里谷氏の当主となった真里谷信隆の追放に加担して、信隆を支援する北条氏綱との同盟を破棄してしまう。これによって、再び北条氏と里見氏は敵対関係となるのである。

## 史実と伝承の違いの発生
この内紛の実情は、房総半島を巡る北条氏綱―里見実堯・義堯―古河公方（足利高基）派と小弓公方（足利義明）―真里谷信保・信隆―里見義豊派による主導権争いであると見られている。また、この争いで義豊方について没落したと言われているのは、安西氏・丸氏などの安房の旧勢力や木曾氏などの初代義実以来の旧臣、中里氏・堀内氏のような里見氏庶流とされた家々であり、一方義堯方は正木氏をはじめとして実堯・義堯の上総進出の過程で従った新規の家臣が多かったとされている。里見氏の勢力拡大とこれに伴う実堯派家臣の増大は実堯の影響力拡大の一方で当主・義豊や旧臣・一族の不安を高め、義豊は下剋上の危機を抑え込むために実堯誅殺を決断したとみられている。
だが、勝者である里見義堯にとって見れば、
1. 正統な当主である義豊を誅殺して里見氏の家督を奪ったこと
2. そのために里見氏にとっては仇敵である北条氏の援助を受けたこと
3. 程なく北条氏を裏切って対立陣営である小弓公方側に寝返ったこと

など里見氏当主としてはあまりに都合の悪い事実だけが存在していた。
そこで義堯が義豊の生年を繰り下げて、里見実堯が幼君・義豊の後見人として誠意を尽くしながら、義豊の無分別により殺害されて、義堯はその敵討ちの為に挙兵したという事実に反するシナリオを作り上げたと見られる。例えば、保田妙本寺には里見義堯から譲られたとされる「源家系図」が現存しているが、義豊の記述は「太郎」とのみ書かれて事蹟などは削られている、あるいは義豊以前の里見氏関係古文書の異常な少なさなど、義堯以後の記録の抹殺・改竄を疑わせる事例が見受けられている。
この「作られた歴史」が里見氏の公式な歴史見解として定着し、近代以後もこの歴史見解が信頼され続けたために、このような史実と伝承との差が残った。なお、近年は古文書などを通じた里見氏の歴史の再評価が進められている（正木時茂の没年繰上げなど）。